# Rubén Ruzafa
Rubén Ruzafa Cueto (Valencia, 9 de septiembre de 1984) es un deportista español que compite en triatlón y, anteriormente, en ciclismo de montaña en la disciplina de campo a través.
Ganó una medalla de oro en el Campeonato Mundial de Ciclismo de Montaña de 2005, en la prueba por relevos.
En triatlón campo a través consiguió ocho medallas en el Campeonato Mundial entre los años 2013 y 2021, y cuatro medallas en el Campeonato Europeo entre los años 2009 y 2022. En la modalidad de Xterra triatlón obtuvo nueve medallas en el Campeonato Mundial entre los años 2008 y 2022, y cinco medallas en el Campeonato Europeo entre los años 2015 y 2023.

## Palmarés internacional
| Campeonato Mundial | Campeonato Mundial | Campeonato Mundial | Campeonato Mundial         |
| Año                | Lugar              | Medalla            | Prueba                     |
| ------------------ | ------------------ | ------------------ | -------------------------- |
| 2005               | Livigno (Italia)   | Medalla de oro     | Campo a través por relevos |

| Campeonato Mundial | Campeonato Mundial           | Campeonato Mundial | Campeonato Mundial |
| Año                | Lugar                        | Medalla            | Prueba             |
| ------------------ | ---------------------------- | ------------------ | ------------------ |
| 2013               | La Haya (Países Bajos)       | Medalla de plata   | Individual         |
| 2014               | Zittau (Alemania)            | Medalla de oro     | Individual         |
| 2015               | Cerdeña (Italia)             | Medalla de oro     | Individual         |
| 2016               | Snowy Mountain (Australia)   | Medalla de oro     | Individual         |
| 2017               | Penticton (Canadá)           | Medalla de plata   | Individual         |
| 2018               | Fionia (Dinamarca)           | Medalla de oro     | Individual         |
| 2019               | Pontevedra (España)          | Medalla de plata   | Individual         |
| 2021               | Guijo de Granadilla (España) | Medalla de bronce  | Individual         |
| Campeonato Europeo |                              |                    |                    |
| Año                | Lugar                        | Medalla            | Prueba             |
| 2009               | Cerdeña (Italia)             | Medalla de plata   | Individual         |
| 2016               | Valle de Joux (Suiza)        | Medalla de oro     | Individual         |
| 2019               | Târgu Mureș (Rumania)        | Medalla de oro     | Individual         |
| 2022               | Bilbao (España)              | Medalla de oro     | Individual         |

| Campeonato Mundial | Campeonato Mundial           | Campeonato Mundial | Campeonato Mundial |
| Año                | Lugar                        | Medalla            | Prueba             |
| ------------------ | ---------------------------- | ------------------ | ------------------ |
| 2008               | Maui (Estados Unidos)        | Medalla de oro     | Individual         |
| 2013               | Maui (Estados Unidos)        | Medalla de oro     | Individual         |
| 2014               | Maui (Estados Unidos)        | Medalla de oro     | Individual         |
| 2015               | Maui (Estados Unidos)        | Medalla de bronce  | Individual         |
| 2016               | Maui (Estados Unidos)        | Medalla de plata   | Individual         |
| 2017               | Maui (Estados Unidos)        | Medalla de bronce  | Individual         |
| 2019               | Maui (Estados Unidos)        | Medalla de bronce  | Individual         |
| 2021               | Maui (Estados Unidos)        | Medalla de bronce  | Individual         |
| 2022               | Molveno (Italia)             | Medalla de bronce  | Individual         |
| Campeonato Europeo |                              |                    |                    |
| Año                | Lugar                        | Medalla            | Prueba             |
| 2015               | Cranleigh (Reino Unido)      | Medalla de oro     | Individual         |
| 2016               | Olbersdorf (Alemania)        | Medalla de oro     | Individual         |
| 2019               | Prachatice (República Checa) | Medalla de plata   | Individual         |
| 2022               | Prachatice (República Checa) | Medalla de bronce  | Individual         |
| 2023               | Namur (Bélgica)              | Medalla de bronce  | Individual         |